# @なまてれ
『@なまてれ』（あっとなまてれ）は、青森放送（RABテレビ）で平日夕方に放送されていたローカル情報番組である。
2005年4月4日に放送開始。放送時間は月曜 - 木曜が16:50 - 17:50、金曜は15:50 - 17:50。祝日は番組休止となり、主に日本テレビ系列各局制作の単発番組が放送される（2006年4月以降。以前は祝日でも放送があり、また16:00 - 17:25に全国ネットのスペシャル番組が入る時も短縮版で放送していた）。

## 概要
1995年4月3日に、それまで放送していた『金曜ワイドあおもり』と平日の帯で放送していた『らっきータイム』を統合し、1時間の夕方帯ワイド番組『情報なんでもワイド・出会いふれあい生テレビ!』がスタートした（番組スタートに先駆けて、同年3月21日には特別放送を行った）。番組のコンセプトは「ラジオみたいなテレビ」。このフレーズは当時の青森放送の新聞広告にも使われた。
2002年4月1日放送分からは番組タイトルを『生テレビ』に変更した。
放送時間は当初、16:55 - 18:00だったが、その後1996年10月から段階的に『NNNニュースプラス1』全国ニュース枠のスタート時間が早まったことにより、最終的に現在の時間になった（プラス1オープニングニュース含む）。
2005年4月1日をもって『生テレビ』としての放送を終了し、同年4月4日からは『@なまてれ』とタイトルを変更。さらに金曜日の放送が15:50からのスタートとなった。
2006年6月26日より、地上デジタルテレビジョン放送開始に向けてハイビジョン制作による放送を開始（副調整室更新）。『金曜ワイドあおもり』の頃から使われてきたテロップ装置も一新され、透過が可能となった。
2007年4月2日から、月曜 - 木曜の放送は東京からの全国ニュース枠と@なまてれ本編の放送枠がほぼ半々になった。氏名表示テロップにもアニメーションを組み合わせたものが使われるようになった。
2009年3月27日を最後に、14年にわたって放送してきたRABの平日帯での夕方ワイド番組は2021年に1550ニュースレーダーWithが開始するまで一旦終了することになった。同年3月30日からは、日本テレビ制作の『NNN NEWS リアルタイム』の同時ネット（実質17時台の放送時間拡大）となり、金曜日の16:00 - 17:00には、新たなローカルワイド番組『きんこれ』を放送することになった。

## コーナー

### 月曜 - 金曜
- @なまてれ3分チャージ（インフォメーションコーナー、月曜 - 木曜の16:50から16:53まで）
  - 番組内随所にあったインフォメーションを集約した。インフォメーションは本編でも継続しているほか、金曜日は16時台に集中して放送している。キャスターの挨拶はここで行う。
  - 15:55から「NEWSリアルタイム特報」が放送される場合は、17時台に移動する。
- NNNNEWSリアルタイム
  - 日本テレビから。16:53（金曜のみ17:00）から17:16頃まで放送（金曜のみ週によって休止の場合あった）。2007年3月まではトップニュースの放送時間が17:00頃（金曜は17:13頃）までだった。また17:37頃からの「リアルエンタメ」のコーナーも放送していた。時間の都合上ニュースはVTR途中で終了しローカルに戻る場合があったが、その後17:15頃のCM明けかCMに入る直前が飛び降りポイントであり、そこから飛び降りている（『リアルタイム』の項目もそのまま放送されることがあった）。金曜を除きオープニングタイトルはローカルに戻ってからとなっていた。ここでは挨拶は行わなかった。
  - 2007年4月からは放送時間が拡大されたため、17:50からの全国ニュースでも行っていたリアルタイム字幕も付加して放送されていた。金曜スペシャルでは放送されない場合があった（最近は「チーム守るべ青森」のため全国ニュースは放送されていない）。
  - なお、番組の字幕はNNNNewsリアルタイムと表示されていた。
  - 2009年3月30日からは『@なまてれ』終了に伴い、17時台は完全ネットとなった（実質上の放送時間拡大）。
- お助けキッチン（料理コーナー）
- ニュースなメール
  - 以前は日替わりでメッセージテーマを設定していたが、2006年4月より金曜のコーナーだったニュースなメールを全曜日に拡大した。
  - 　このコーナーは2009年4月からの『きんこれ』でも継続した。
- 県内ニュース
- 天気予報
- 飛呂貴のラッキーパワーランキング

#### 曜日別
月曜
- 月曜特集〜まんとく〜

火曜
- そんじょそこらにないお店
  - 当コーナーは、「出会いふれあい生テレビ」から続いた唯一のコーナーであった。また、当コーナーで紹介された店舗は、全部で725店に達した。

水曜
- パワフルかわぜん水曜版

木曜
- りんご娘.のいっち!にぃ!さんぽ!

金曜
- なまてれハンター
- cha-chatぷれぜんと
- 情報ポケット
- 週末@情報
- もってけプレゼント
- 竹林坊でおいしいひと時※／チャンドラ※
  - なお、※印のコーナーは2009年4月以降、「竹林坊でおいしいひと時」が『和のこころ』（木曜 16:50 - 16:53）として、「チャンドラ」が『Luxeなひと時』（水曜 21:54 - 22:00）としてそれぞれ継続する。
- なまてれ音楽大注目!
- あおもりであわもり!!（当コーナーは後継番組『きんこれ』に引き継ぐ）
- 5きげん@なまてれ（月2回、以前は毎月第3週〔金曜が5週ある月は第4週〕、テレビ岩手 (TVI) 『5きげんテレビ』と中継を結ぶ）

※5きげん@なまてれは、緊急ニュースなどで休止される場合がある。
※また、同コーナーは、TVI側でハイビジョン制作であっても放送回線の都合により、画角4:3の標準画質となっている。
- なまてれ映画情報（毎月最終週）
- パワフルかわぜん・総額100万円現金プレゼント（後継番組『きんこれ』では現金から商品券にプレゼントが変更された）
- 人体の不思議展（2008年5月24日 - 7月21日に青森県立美術館で開催）の特集

### 過去に放送
- 電話・FAX・メールによるメッセージコーナー
- そういえば…校歌（生テレビ開始当初から続く長寿コーナーで、2006年2月15日放送分で県内492の小学校全てを回り終えた。その後は特別編を放送し、同年3月25日の特番をもってコーナー終了となった）
- もってけクイズ 1・2・3!
- 今夜のおかず当て
- かんイチ土産（かんいちおみや）
- マミー食堂
- 味レンジャー
- きょうの伊奈かっぺい→かっぺいの青森楽
- ウイークエンドシネマダイジェスト
- 中畑勇の園芸バンバン!
- ごご5時ニッポン
- @ゆう・なまてれ（毎月第1・第2週、秋田放送『ゆうドキっ!』と中継を結ぶ。2008年3月14日終了）

## 中継
@なまてれ開始時から2007年3月までは下記の通り。
- 月曜・金曜 - JR青森駅
- 火曜 - 弘前市土手町・蓬莱広場
- 水曜 - 青森市内各所（JR青森駅からの時もあり。ただし中継の無い日もあった）
- 木曜 - 八戸市十三日町・中合三春屋店前

2007年4月からは金曜日のみ、週替わりでJR青森駅・弘前・八戸から中継していた。
- 1995年の生テレビ開始当初は、青森駅からは月曜 - 金曜、弘前からは月曜と火曜、八戸からは水曜と木曜に中継を行っていた。

## 出演者（番組終了時）

### キャスター
月曜・火曜
- 野坂真理（ - 2009年3月）
- 上野由加里（ - 2009年3月）

水曜 - 金曜
- 筋野裕子（2007年4月 - 2009年3月）
  - 2007年3月までは水曜中継、木・金曜のニュース
- 青山良平（2007年7月 - 2009年3月）
  - 『出会いふれあい生テレビ』で番組開始当初、青森駅の中継を担当後、1996年4月より2代目メイン（月曜・火曜→（橋本康成降板）全曜日）。『@なまてれ』では当初「なまてれハンター・ニュースなメール」のみ。

基本的に野坂と筋野が進行役であり、上野と青山はアシスタント的な役割となることが多かった（ニュースは上野と筋野が担当）。
なお、筋野と青山は2009年4月から2012年3月まで放送の『きんこれ』にも引き続き出演した。さらに、筋野は、『きんこれ』の後継番組となる『ZIP!FRIDAY』→『1550ニュースレーダーWith』（金曜）も担当。

### その他
- りんご娘.（木曜レギュラー）
- けんずろう（なまてれハンター）
- 成田洋明（青森駅・弘前中継、代役でキャスターを務める場合あった）
- 中島美華（八戸中継）
- 菅原厚（金曜のニュース）
- 川嶋章生（パワフルかわぜん・川善屋社長・後続番組『きんこれ』にも出演）
- 中村美穂子（情報ポケット）

## 過去の出演者（『生テレビ』時代を含む）
- 伊奈かっぺい（病気で降板したが、回復後もたまに登場）
- 橋本康成（生テレビの初代メイン〔水 - 金曜〕（1995年4月 - 1998年3月））
- 岡田照幸（初代メイン〔月・火・水曜〕（1995年4月 - 1996年3月）、そういえば…校歌）
- 川村美緒子（初代キャスター。産休のため3か月ほどで降板）
- 秋山博子（「生テレビ」時代に弘前の中継とキャスター。稀にニュースを担当する場合があった）
- 田村啓美（「生テレビ」時代は青森駅・八戸の中継、『@なまてれ』ではキャスター〔2005年4月 - 2007年3月〕）
- 田中耕一（こだわり料理のコーナー担当。当時放送されていた同局のあおもりTODAYで第1・2木曜「木曜ラジオ雑貨店」にも出演していた）
- 横山ひでき（弘前の中継を担当。その後は弘前支社制作のHOTひろさきや青森テレビの『おしゃべりハウス』に出演。なお、「マミー食堂」のコーナーでは横山ひできの母親が「マミー横山」という名前で出演していた）
- 中畑勇（園芸研究家・中畑バラ園の元園主。2006年2月14日に逝去。生テレビがスタートする以前からRABの「てるてる天気」や「らっきータイム」などの番組で園芸コーナーを務めた）
- 佐藤由美子（味レンジャー）
- 川口勉（八戸中継。本業は農家）
- 夏目浩光（八戸中継）
- 辻拓哉（青森駅中継）
- 鮫島大史（同上）
- 田中次郎（同上）
- 山内千代子（同上、2005年4月 - 9月）
- 菅原厚（同上、2005年10月 - 2006年9月・現在は｢RABニュースレーダー｣キャスター）
- 矢羽々恵匡（同上、2006年10月 - 2007年2月）
- 原口太平（キャスター担当、2005年4月 - 2007年6月）
- 後藤美穂子（同上）
- 田代あおい（同上）
- 亀井薫（同上）
- 落合こず恵（同上）
- 青山英次（同上、- 2009年3月）
- 伊東幸子（同上）
- 永井まどか（同上）
- 小林あずさ（味レンジャーとキャスター）
- 野口亜紀子（金曜に一時期行われていた、ジョイフルシティみなみ西バイパス店（現・ガーラタウン マエダ西バイパス店）からの中継）
- トルストグーゾワ・エカテリーナ（ロシア出身で、出演当時は大学の留学生）